# Linh dương đầu bò
Linh dương đầu bò là linh dương thuộc chi Connochaetes và là động vật bản địa ở Đông Phi và Nam Phi. Chúng thuộc về họ Bovidae, bộ Artiodactyla, trong đó bao gồm linh dương, trâu, bò, dê, cừu và động vật móng guốc có sừng khác. Chúng bao gồm hai loài: linh dương đầu bò đen (còn gọi là linh dương đầu bò đuôi trắng, C. gnou) và linh dương đầu bò xanh (còn gọi là linh dương đầu bò nâu đốm, C. taurinus).
Báo cáo hóa thạch cho biết hai loài đã tách ra vào khoảng một triệu năm trước, kết quả một loài phía bắc và một loài phía nam. Linh dương đầu bò xanh vẫn sống trong phạm vi ban đầu và thay đổi rất ít từ tổ tiên, trong khi đó linh dương đầu bò đen thay đổi nhiều hơn để thích nghi với môi trường sống đồng cỏ rộng ở phía nam. Cách thức rõ ràng nhất để phân biệt hai loài này là khác biệt về màu sắc lông và hình dạng cặp sừng.
Ở Đông Phi, linh dương đầu bò xanh là động vật bị nhiều loài ăn thịt săn lùng nhất; một số quần thể tiến hành các chuyến di cư hàng năm để tìm đến các bãi cỏ mới, nhưng linh dương đầu bò đen là loài hoàn toàn sống du mục. Tập tính sinh sản ở cả hai loài diễn ra trong khoảng thời gian ngắn vào cuối mùa mưa, con non sớm hoạt động và có thể di chuyển theo đàn, hành vi này cần thiết để đảm bảo sự sống sót của chúng. Tuy nhiên, một số con trở thành mồi ngon cho các động vật ăn thịt lớn, đặc biệt là linh cẩu đốm.
Linh dương đầu bò thường ăn cỏ trên vùng đồng cỏ hòa vào đàn với ngựa vằn, giúp nâng cao nhận biết về sự xuất hiện của các loài thú săn mồi. Chúng cảnh giác với các tín hiệu cảnh báo phát ra từ các động vật khác như khỉ đầu chó. Linh dương đầu bò là động vật sống du mục nhưng chúng cũng cạnh tranh nguồn thức ăn với vật nuôi chăn thả được thuần hóa, đôi khi bị nông dân mô tả là loài truyền bệnh và ký sinh trùng lên gia súc của họ. Một số hoạt động săn bắn bất hợp pháp diễn ra nhưng số lượng của chúng khá ổn định và một số được nuôi trong các công viên quốc gia hoặc trên đất tư nhân. Liên minh Bảo tồn Thiên nhiên Quốc tế liệt kê cả hai loài linh dương thuộc loài ít quan tâm.

## Phân chia

### Phân chia và tiến hóa
Linh dương đầu bò với danh pháp Connochaetes được xếp vào họ Bovidae và phân họ Alcelaphinae, có họ hàng gần nhất là (Alcelaphus), Linh dương Hirola (Beatragus hunteri) và các loài trong chi Damaliscus như linh dương topi, linh dương Damaliscus lunatus, linh dương mặt trắng và linh dương đồng cỏ Nam Phi. Danh pháp Connochaetes được nhà động vật học người Đức Hinrich Lichtenstein đặt vào năm 1812.
Những người Hà Lan định cư lần đầu tiên phát hiện ra linh dương đầu bò vào khoảng năm 1700, trên đường họ đến vùng nội địa Nam Phi. Do giống với gia súc hoang dã, họ gọi chúng là "wild ox" ("bò hoang") hoặc "wildebeest" ("linh dương đầu bò"). Linh dương đầu bò xanh đầu tiên được người phương Tây biết đến ở phía bắc Nam Phi một thế kỷ sau đó, vào những năm 1800.
Vào đầu thế kỷ 20, một loài linh dương đầu bò là C. albojubatus đã được xác định ở miền đông châu Phi. Năm 1914, hai phân loài của linh dương đầu bò đã được giới thiệu, đó là Gorgon a. albojubatus ("linh dương râu trắng Athi") và G. a. mearnsi ("linh dương râu trắng Loita"). Tuy nhiên, vào năm 1939, hai phân loài này lại một lần nữa được hợp nhất thành một phân loài duy nhất, Connochaetes taurinus albojubatus. Vào giữa thế kỷ 20, hai phân loài khác đã được công nhận, Gorgon taurinus hecki và G. t. albojubatus. Cuối cùng, hai loài linh dương đầu bò khác nhau - linh dương đầu bò xanh và linh dương đầu bò đen được công nhận. Linh dương đầu bò xanh đầu tiên được đặt dưới một chi riêng biệt, Gorgon, trong khi linh dương đầu bò đen thì thuộc chi Connochaetes. Ngày nay, chúng hợp nhất trong chi Connochaetes, được đặt tên linh dương đầu bò đen (C. gnou) và linh dương đầu bò xanh (C. taurinus).
Theo phân tích DNA ty thể, linh dương đầu bò đen dường như đã tách khỏi loài chính trong thời kỳ Trung Pleistocene và trở thành một loài khác biệt khoảng một triệu năm trước. Một tỷ lệ phân kỳ đã được tính toán là khoảng 2%. Sự phân chia dường như không bị thúc đẩy bởi sự cạnh tranh về thức ăn, mà bởi vì mỗi loài đã sử dụng một hốc sinh thái khác nhau và chiếm bậc dinh dưỡng khác nhau.
Hóa thạch linh dương đầu bò xanh có niên đại từ khoảng 2,5 triệu năm trước là phổ biến và phân bố rộng hơn. Chúng đã được tìm thấy trong các hang động hóa thạch tại Cái nôi của nhân loại ở phía bắc thành phố Johannesburg. Ở những nơi khác ở Nam Phi, hóa thạch của chúng rất phong phú tại các địa điểm như Elandsfontein, Cornelia và Florisbad. Hóa thạch cổ nhất của linh dương đầu bò đen được tìm thấy trong lớp đá trầm tích tại Cornelia ở Nhà nước Tự do Orange có niên đại khoảng 800.000 năm. Ngày nay, năm phân loài của linh dương đầu bò xanh được công nhận, trong khi linh dương đầu bò đen không có phân loài nào được đặt tên.

### Di truyền và giống lai
Số lượng nhiễm sắc thể lưỡng bội ở linh dương đầu bò là 58 chiếc. Nhiễm sắc thể được nghiên cứu ở linh dương đực và linh dương cái. Trong số nhiễm sắc thể của con cái, tất cả ngoại trừ một cặp nhiễm sắc thể submetacentric rất lớn đã được tìm thấy là acrocentric. Việc nghiên cứu kỳ giữa của nhiễm sắc thể ở con đực đã giúp khám phá ra nhiễm sắc thể bán cầu lớn tương tự như ở con cái cả về kích thước lẫn hình thái. Các nhiễm sắc thể khác là acrocentric. Nhiễm sắc thể X là một acrocentric lớn, còn nhiễm sắc thể Y thì nhỏ.
Hai loài linh dương đầu bò được biết là loài lai. Con đực của linh dương đầu bò đen đã được báo cáo là giao phối với con cái của linh dương đầu bò xanh và ngược lại. Sự khác biệt trong hành vi bầy đàn và môi trường sống trong lịch sử đã cách ly sinh sản giữa các loài, nhưng sự lai giống có thể xảy ra khi cả hai loài bị giam trong cùng một khu vực. Kết quả thường thấy là con cái sẽ sinh sản. Một nghiên cứu về động vật lai này tại Khu bảo tồn thiên nhiên đập Spioenkop ở Nam Phi cho thấy nhiều con lai có những đặc điểm bất thường bất lợi liên quan đến răng, sừng và xương khâu của hộp sọ. Một nghiên cứu khác báo cáo sự gia tăng kích thước của con lai so với bố mẹ của nó. Ở một số động vật, phần nhĩ của xương thái dương bị biến dạng cao, và ở những con khác, xương quay và xương trụ hợp nhất với nhau.

### Đặc điểm của loài
Cả hai loài linh dương đầu bò là động vật móng guốc và sừng màu nâu xám giống như gia súc. Con đực có kích thước lớn hơn con cái và cả hai đều có thân hình phía trước nặng nề hơn so với phần thân sau. Chúng có mõm rộng, mũi Roman, bờm và đuôi xù xì. Sự khác biệt hình thái nổi bật nhất giữa linh dương đầu bò đen và xanh là màu lông, hướng và độ cong của sừng. Linh dương đầu bò xanh là loài lớn nhất trong hai loài. Ở con đực, linh dương đầu bò xanh cao 150 cm và nặng khoảng 250 kg, trong khi linh dương đầu bò đen cao từ 111 đến 120 cm và nặng khoảng 180 kg. Ở con cái, linh dương đầu bò xanh có chiều cao 135 cm và nặng 180 kg trong khi con linh dương đầu bò đen cao 108 cm và nặng 155 kg. Sừng của linh dương đầu bò xanh nhô ra một bên, cong dần xuống trước khi cong ngược về phía hộp sọ, trong khi sừng của linh dương đầu bò đen cong về phía trước, hướng xuống dưới trước khi cong lên trên. Linh dương đầu bò xanh có màu xanh nhạt trên toàn thân với các sọc có một màu xám đen. Linh dương đầu bò đen có lông màu nâu, bờm có màu kem đến màu đen và đuôi màu kem. Linh dương đầu bò xanh sống phân bố trong nhiều môi trường sống khác nhau, bao gồm cả rừng và đồng cỏ, trong khi linh dương đầu bò đen có xu hướng chỉ sống ở khu vực đồng cỏ mở. Ở một vài nơi, linh dương đầu bò xanh di cư qua những khoảng cách xa để trú đông, trong khi linh dương đầu bò đen thì không. Sữa của con cái thuộc loài linh dương đầu bò đen có chứa protein cao hơn, chất béo thấp hơn và hàm lượng đường trong sữa thấp hơn sữa của linh dương đầu bò xanh. Linh dương đầu bò có thể sống hơn 40 năm, mặc dù tuổi thọ trung bình của chúng là khoảng 20 năm.

## Phân phối và môi trường sống
Linh dương đầu bò sống ở vùng đồng bằng và rừng thưa mở rộng ở nhiều vùng châu Phi thuộc phía nam Sahara. Linh dương đầu bò đen có nguồn gốc từ vùng cực nam của lục địa. Phạm vi lịch sử của loài bao gồm Nam Phi, Eswatini và Lesotho, nhưng ở Eswatini và Lesotho, chúng đã bị săn đuổi đến tuyệt chủng vào thế kỷ 19. Hiện nay linh dương đầu bò đã được phục hồi lại tại những nước này và cũng được mở rộng địa bàn sống ở Namibia. Chúng sinh sống ở đồng bằng mở, đồng cỏ và vùng cây bụi Karoo ở cả vùng núi dốc và đồi nhấp nhô thấp ở độ cao từ 1.350 đến 2.150 m (4.430 đến 7.050 ft). Trong quá khứ, chúng sống tại đồng cỏ cao thuộc khu vực ôn đới trong mùa khô và vùng Karoo khô cằn trong mùa mưa. Tuy nhiên, do kết quả của việc săn bắn trên diện rộng, chúng không còn sống phân bố trên các khu vực là phạm vi lịch sử hay hoạt động di cư, mà hiện tại phần lớn giới hạn ở các trang trại vui chơi và khu bảo tồn.
Linh dương đầu bò xanh có nguồn gốc từ miền đông và miền nam châu Phi. Phạm vi của loài bao gồm Kenya, Tanzania, Botswana, Zambia, Zimbabwe, Mozambique, Nam Phi, Swaziland và Angola. Loài không còn được tìm thấy ở Malawi nhưng đã được phục hồi lại thành công ở Namibia. Linh dương đầu bò xanh chủ yếu được tìm thấy ở vùng đồng bằng cỏ thấp giáp với thảo nguyên savana phủ đầy bụi rậm, phát triển mạnh ở những khu vực không quá ẩm ướt cũng không quá khô. Chúng có thể được tìm thấy trong nhiều môi trường sống khác nhau từ khu vực đầy bụi rậm đến rừng thưa ngập nước. Ở Đông Phi, linh dương đầu bò xanh là loài bị hầu hết thú săn theo đuổi nhất, cả về số lượng và sinh khối. Đó là một đặc điểm đáng chú ý của Vườn quốc gia Serengeti ở Tanzania, Khu bảo tồn quốc gia Maasai Mara ở Kenya và Công viên quốc gia đồng bằng Liuwa ở Zambia.

### Di cư
Không phải tất cả linh dương đầu bò đều di cư. Các đàn linh dương đầu bò đen thường sống du mục hoặc có thể có phạm vi ở thường xuyên là 1 km2 (0,39 dặm vuông Anh). Con đực có thể chiếm lãnh thổ thường cách nhau khoảng 100 đến 400 m (300 đến 1.300 ft), nhưng khoảng cách này thay đổi tùy theo chất lượng của môi trường sống. Trong điều kiện thuận lợi, chúng có thể ở gần 9 m (30 ft), hoặc cách xa nhau đến 1.600 m (5.200 ft) trong môi trường sống nghèo nàn. Con cái có diện tích riêng khoảng 250 mẫu Anh 250 mẫu Anh (100 ha; 0,39 dặm vuông Anh). Con đực độc thân không có lãnh thổ sống lang thang tùy ý và dường như không có bất kỳ hạn chế nào về nơi chúng lang thang đến.
Linh dương đầu bò xanh có cả tập tính di cư và ít di cư. Ở Ngorongoro, hầu hết trong số chúng đều ít di cư và con đực duy trì một mạng lưới lãnh thổ quanh năm, mặc dù việc sinh sản là theo mùa tự nhiên. Con cái và con non tạo thành nhóm khoảng 10 cá thể hoặc kết hợp với nhau thành những đàn lớn hơn, và những con đực không có lãnh thổ tạo thành nhóm độc thân. Trong các hệ sinh thái Serengeti và Tarangire, quần thể linh dương đầu bò chủ yếu là di cư, với các đàn bao gồm cả đực và cái thường xuyên di chuyển, nhưng cũng tồn tại các quần thể nhỏ cư trú. Trong mùa giao phối, con đực có thể đánh dấu lãnh thổ tạm thời trong vài giờ hoặc một ngày, hoặc lâu hơn, và cố gắng tập hợp một vài con cái để giao phối với nó, nhưng ngay sau đó chúng phải di chuyển, thường di chuyển để thiết lập một số lãnh thổ tạm thời khác.
Trong khu bảo tồn Maasai Mara, một quần thể linh dương đầu bò xanh không di cư đã giảm từ khoảng 119.000 con vào năm 1977 xuống còn khoảng 22.000 con vào năm 1997. Nguyên nhân suy giảm được cho là do sự cạnh tranh ngày càng tăng giữa gia súc và linh dương đầu bò để giành diện tích đất chăn thả ngày càng giảm, là kết quả của những thay đổi trong hoạt động nông nghiệp và có thể do sự biến động của lượng mưa.
Hằng năm, một số quần thể linh dương đầu bò xanh ở Đông Phi có một cuộc di cư đường dài, dường như được tính đúng thời điểm trùng với mùa mưa và sự phát triển của cỏ. Thời gian di cư của chúng trong cả mùa mưa và mùa khô có thể thay đổi đáng kể (theo tháng) từ năm này sang năm khác. Vào cuối mùa mưa (tháng 5 hoặc tháng 6 ở Đông Phi), linh dương đầu bò di cư khỏi các khu vực khô hạn vào mùa khô khi thiếu nước. Khi mùa mưa bắt đầu trở lại (vài tháng sau), chúng nhanh chóng quay trở lại khu vực cũ. Các yếu tố được xem xét ảnh hưởng đến di cư là do sự phong phú về thức ăn, nguồn nước bề mặt hiện có, động vật ăn thịt và hàm lượng phosphor trong cỏ. Phosphor là một nguyên tố quan trọng đối với mọi dạng sống, đặc biệt là đối với linh dương đầu bò cái đang cho con bú. Do đó, trong mùa mưa linh dương đầu bò chọn các khu vực chăn thả có hàm lượng phosphor đặc biệt cao. Một nghiên cứu đã cho thấy bên cạnh phosphor, linh dương đầu bò chọn các bãi cỏ có hàm lượng nitơ tương đối cao.
Các bức ảnh chụp từ trên không đã cho thấy một mức độ tổ chức trong sự di chuyển của đàn linh dương đầu bò mà không thể thấy rõ đối với từng con vật riêng lẻ; một ví dụ, nhóm di cư ở mặt trước đàn tụ tập gợn sóng, điều này cho thấy một số mức độ ra quyết định của nhóm riêng đang diễn ra. Nhiều bộ phim tài liệu kể về linh dương đầu bò băng qua sông, nhiều con đã bị cá sấu ăn thịt hoặc chết đuối khi đang nỗ lực này vượt sông. Mặc dù có vẻ điên rồ, nhưng nghiên cứu gần đây đã cho thấy đàn linh dương đầu bò sở hữu thứ được gọi là "trí thông minh bầy đàn", nhờ đó chúng khám phá và vượt qua chướng ngại vật một cách có hệ thống.

## Sinh thái học

### Động vật ăn thịt
Những loài thú săn mồi chủ yếu ăn linh dương đầu bò bao gồm sư tử, linh cẩu, chó hoang châu Phi, báo gêpa, báo hoa mai và cá sấu, chúng dường như ưa thích linh dương đầu bò hơn những con mồi khác. Tuy nhiên, linh dương đầu bò rất khỏe và có thể gây thương tích đáng kể cho cả sư tử. Linh dương đầu bò có tốc độ chạy tối đa khoảng 80 km/h (50 mph). Chiến thuật phòng thủ chính là phòng thủ bầy đàn, trong đó những con non được bảo vệ bởi những con già hơn, lớn hơn, trong lúc bầy đàn chạy theo nhóm. Thông thường, thú săn mồi cố gắng cô lập một con non hoặc trong tình trạng bị bệnh và tấn công mà không cần phải lo lắng về đàn của linh dương. Linh dương đầu bò đã phát triển thêm các hành vi hợp tác phức tạp, chẳng hạn như các con thay phiên nhau ngủ trong khi những con khác đứng bảo vệ chống lại cuộc tấn công ban đêm của những con thú săn mồi. Các cuộc di cư của linh dương đầu bò được theo sát bởi kền kền, vì xác linh dương đầu bò là nguồn thức ăn quan trọng cho loài ăn xác thối này. Kền kền tiêu thụ khoảng 70% xác linh dương đầu bò. Sự sụt giảm số lượng linh dương đầu bò di cư cũng có tác động tiêu cực đến bầy kền kền. Trong hệ sinh thái Serengeti ở Tanzania, linh dương đầu bò có thể giúp tạo điều kiện thuận lợi cho việc di cư của các loài ăn cỏ khác có thân hình nhỏ hơn, chẳng hạn như linh dương Thomson (Eudorcas thomsonii), chúng ăn loại cỏ mới mọc lại trên các bãi do linh dương đầu bò ăn trước.

### Tương tác với loài khác
Ngựa vằn và linh dương đầu bò thuộc cùng nhóm trong môi trường thảo nguyên savana thưa, với khả năng bị săn mồi cao. Chiến lược phân nhóm giữa chúng với nhau làm giảm nguy cơ bị săn mồi vì nhóm lớn hơn làm giảm cơ hội săn bắt nhắm vào mỗi cá thể và giảm tầm nhìn hơn ở những khu vực rộng rãi đối với thú săn mồi. Sự hiện diện theo mùa của hàng nghìn con linh dương đầu bò di cư làm giảm sự săn mồi của sư tử đối với hươu cao cổ con, dẫn đến khả năng sống sót của hươu cao cổ nhiều hơn.
Linh dương đầu bò cũng có thể lắng nghe tiếng kêu báo động của các loài khác, và bằng cách đó chúng có thể giảm nguy cơ bị săn. Một nghiên cứu cho thấy, cùng với các loài động vật móng guốc khác, linh dương đầu bò phản ứng mạnh mẽ hơn với tiếng kêu báo động của khỉ đầu chó so với tiếng kêu khi tranh giành của khỉ đầu chó, mặc dù cả hai loại tiếng kêu này đều có dạng thức, biên độ và thời lượng tương tự nhau. Tiếng kêu báo động là phản ứng của khỉ đầu chó với sư tử, và tiếng kêu tranh giành được ghi nhận khi xảy ra tranh chấp giữa hai con đực. Linh dương đầu bò cạnh tranh với động vật nuôi thuần hóa để giành đồng cỏ và đôi khi bị nông dân đổ lỗi trong việc truyền bệnh và ký sinh trùng cho gia súc của họ.

### Nhân giống và sinh sản
Linh dương đầu bò không hình thành liên kết cặp đôi vĩnh viễn và cặp đôi trong suốt mùa kết đôi hay giao phối, con đực lập vùng lãnh thổ tạm thời và cố gắng thu hút con cái đến với chúng. Vùng lãnh thổ nhỏ có diện tích khoảng 3.000 mét vuông (32.000 foot vuông; 0,74 mẫu Anh), có tới 300 vùng lãnh thổ trên 1 kilômét vuông (0,39 dặm vuông Anh; 250 mẫu Anh). Con đực bảo vệ lãnh thổ khỏi những con đực khác trong khi tranh giành những con cái sắp động dục. Con đực sử dụng tiếng gầm gừ và hành vi đặc biệt để lôi kéo con cái vào lãnh thổ của chúng. Linh dương đầu bò thường sinh sản vào cuối mùa mưa khi chúng được ăn uống đầy đủ và ở trạng thái sung sức nhất. Điều này thường xảy ra từ tháng 5 đến tháng 7, và việc sinh nở thường diễn ra từ tháng 1 đến tháng 3 khi bắt đầu mùa mưa. Linh dương cái sinh sản theo mùa và rụng trứng tự nhiên.
Chu kỳ động dục là khoảng 23 ngày và thời gian mang thai kéo dài 250-260 ngày. Con non nặng khoảng 21 kg (46 lb) khi mới sinh và tập tễnh đứng dậy trong vòng vài phút, có thể di chuyển cùng đàn ngay sau đó, một thực tế là sự sống còn của chúng dựa vào đó. Động vật ăn thịt chủ yếu đối với con non là linh cẩu đốm. Thời kỳ cao điểm sinh đẻ kéo dài 2-3 tuần, trong các đàn nhỏ và các nhóm biệt lập tỷ lệ chết của con non có thể lên tới 50%. Tuy nhiên, trong các đàn lớn hơn, hoặc các nhóm nhỏ sống gần các đàn lớn, tỷ lệ tử vong dưới 20%.
Các nhóm linh dương cái và con non sống trong các khu vực nhỏ do con đực thiết lập. Khi đàn linh dương đầu bò kết hợp với nhau, tỷ lệ con cái trên con đực cao hơn vì con cái chọn di chuyển đến những khu vực có số lượng con đực ít hơn. Tỷ lệ con cái chiếm ưu thế này có thể là do săn bắn bất hợp pháp và sự xáo trộn của con người, với tỷ lệ tử vong của con đực cao hơn do săn bắn.

## Bị đe doạ và bảo tồn
Di cư qua các vùng đất như một quá trình sinh học đòi hỏi những cảnh quan tự nhiên rộng lớn và nối liền, nhưng ngày càng khó duy trì đặc biệt là về lâu dài, khi nhu cầu khai thác tự nhiên của con người tăng lên. Mối đe dọa nghiêm trọng nhất đến từ các rào cản đối với việc di cư, chẳng hạn như hàng rào và đường xá. Một ví dụ nổi bật hơn về hậu quả của việc xây hàng rào đối với những vùng đất là nơi di cư đến của linh dương, chính quyền Botswana đã đặt hàng nghìn km hàng rào trên khắp Kalahari để ngăn linh dương đầu bò tiếp cận các hồ nước và bãi chăn thả, dẫn đến cái chết của hàng chục nghìn cá thể linh dương, làm giảm quần thể linh dương đầu bò xuống dưới 10% so với quy mô số lượng trước đây của chúng. Săn bắt trái phép là mối quan tâm lớn đối với việc bảo tồn ở nhiều khu vực, cùng với mối đe dọa tự nhiên do động vật săn mồi chính gây ra (bao gồm sư tử, báo, chó săn châu Phi, báo gêpa và linh cẩu). Khi linh dương đầu bò đen và linh dương đầu xanh có chung một phạm vi, cả hai có thể lai tạp, và đây được coi là mối đe dọa tiềm tàng đối với linh dương đầu bò đen.
Linh dương đầu bò đen đã được Liên minh Bảo tồn Thiên nhiên Quốc tế xếp vào Sách đỏ IUCN với phân loại là loài ít được quan tâm. Các quần thể của linh dương đầu bò đang gia tăng. Hiện tại, vẫn còn hơn 18.000 cá thể của loài, 7.000 trong số đó phân bố ở Namibia, bao gồm phạm vi tự nhiên và nơi chúng được nuôi nhốt. Khoảng 80% linh dương đầu bò sống ở các khu vực tự do, trong khi 20% còn lại được nuôi nhốt trong các khu bảo tồn. Việc đưa chúng vào Namibia đã thành công và con số đã tăng lên đáng kể ở đó từ 150 vào năm 1982 lên 7.000 vào năm 1992.

## Sử dụng và tương tác với con người
Linh dương đầu bò cung cấp một số sản phẩm động vật hữu ích. Da dùng làm đồ thuộc da chất lượng tốt và thịt thô, khô và khá cứng. Linh dương đầu bò bị giết để làm thức ăn, đặc biệt là để làm biltong ở Nam Phi. Thịt khô là một món ăn ngon và là một mặt hàng thực phẩm quan trọng ở Châu Phi. Thịt của con cái mềm hơn thịt của con đực và đạt độ mềm nhất vào mùa thu. Linh dương đầu bò là mục tiêu thường xuyên của những thợ săn trái phép vì số lượng của chúng khiến chúng dễ dàng bị tìm thấy. Các đầu bếp chuẩn bị làm thịt xác linh dương đầu bò thường cắt nó thành 11 miếng. Ước tính giá thịt linh dương đầu bò là khoảng 0,47 USD/1 kg (2,2 lb) vào khoảng năm 2008. Phần đuôi mềm mượt của linh dương đầu bò đen được sử dụng để làm cây đuổi ruồi.
Linh dương đầu bò mang lại lợi ích cho hệ sinh thái bằng cách tăng độ phì nhiêu của đất nhờ phân của chúng. Chúng quan trọng về mặt kinh tế đối với con người vì thu hút khách du lịch tham quan. Chúng cũng cung cấp nhiều sản phẩm quan trọng, chẳng hạn như da. Tuy nhiên, linh dương đầu bò cũng có thể có tác động tiêu cực đến con người. Các cá thể hoang dã có thể là đối thủ cạnh tranh của vật nuôi, và có thể truyền và gây ra dịch bệnh cho các động vật, đặc biệt là gia súc nuôi. Chúng cũng có thể lây lan bọ ve, giun phổi, sán dây, ruồi và sán paramphistome.

## Thư viện ảnh
|  |  |  |